# Rue Armand-Bédarride
La rue Armand-Bédarride est une voie du 6e arrondissement de Marseille. 

## Situation et accès
Elle va du cours Lieutaud au cours Julien.

## Origine du nom
La voie honore Armand Samuel Bédarride, mort à Marseille en 1935, qui était avocat, conseiller municipal à Marseille et membre du Conseil du Grand Orient de France. 

## Historique

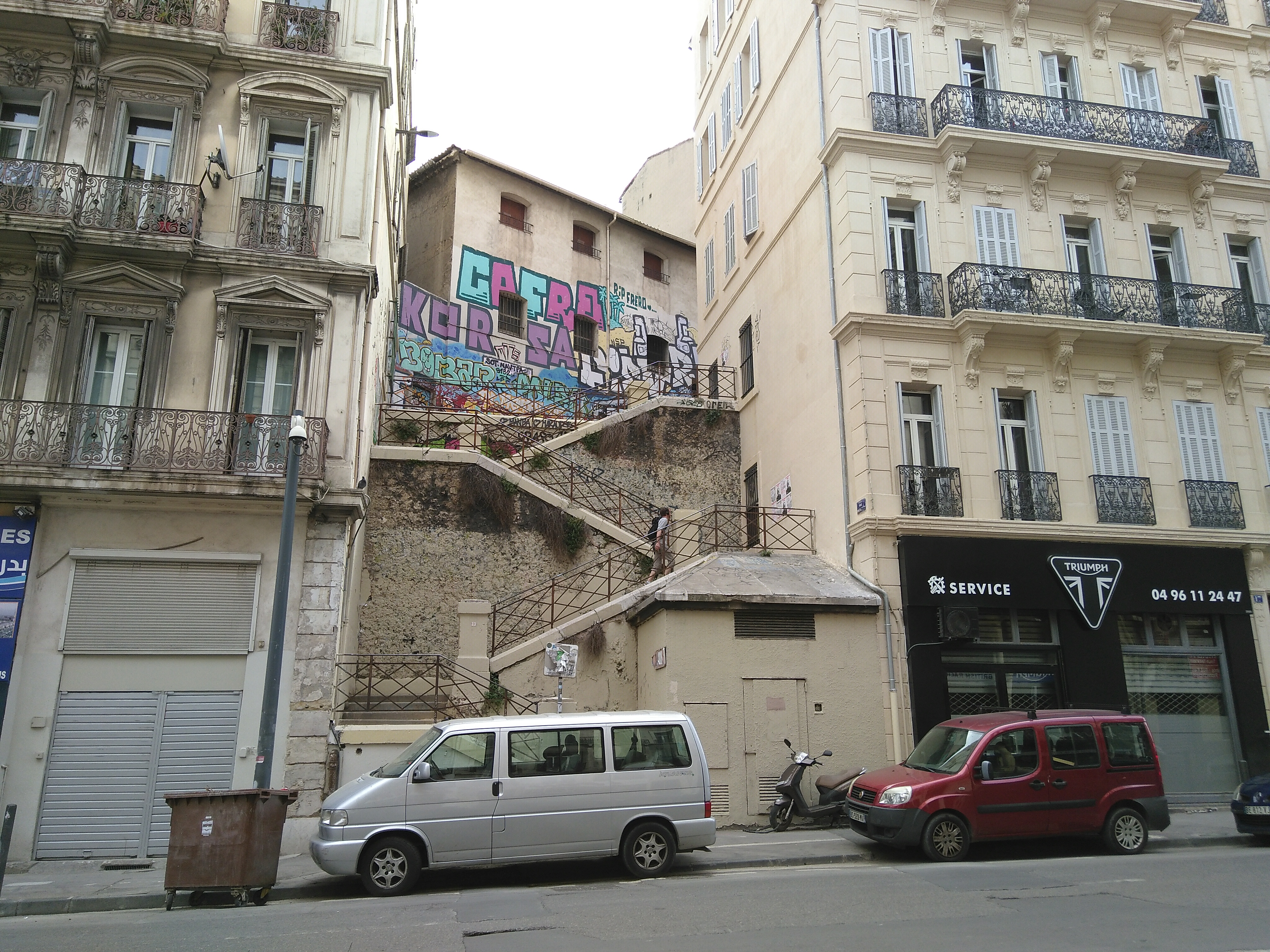
L'escalier de la rue Armand-Bédarride depuis le cours Lieutaud.

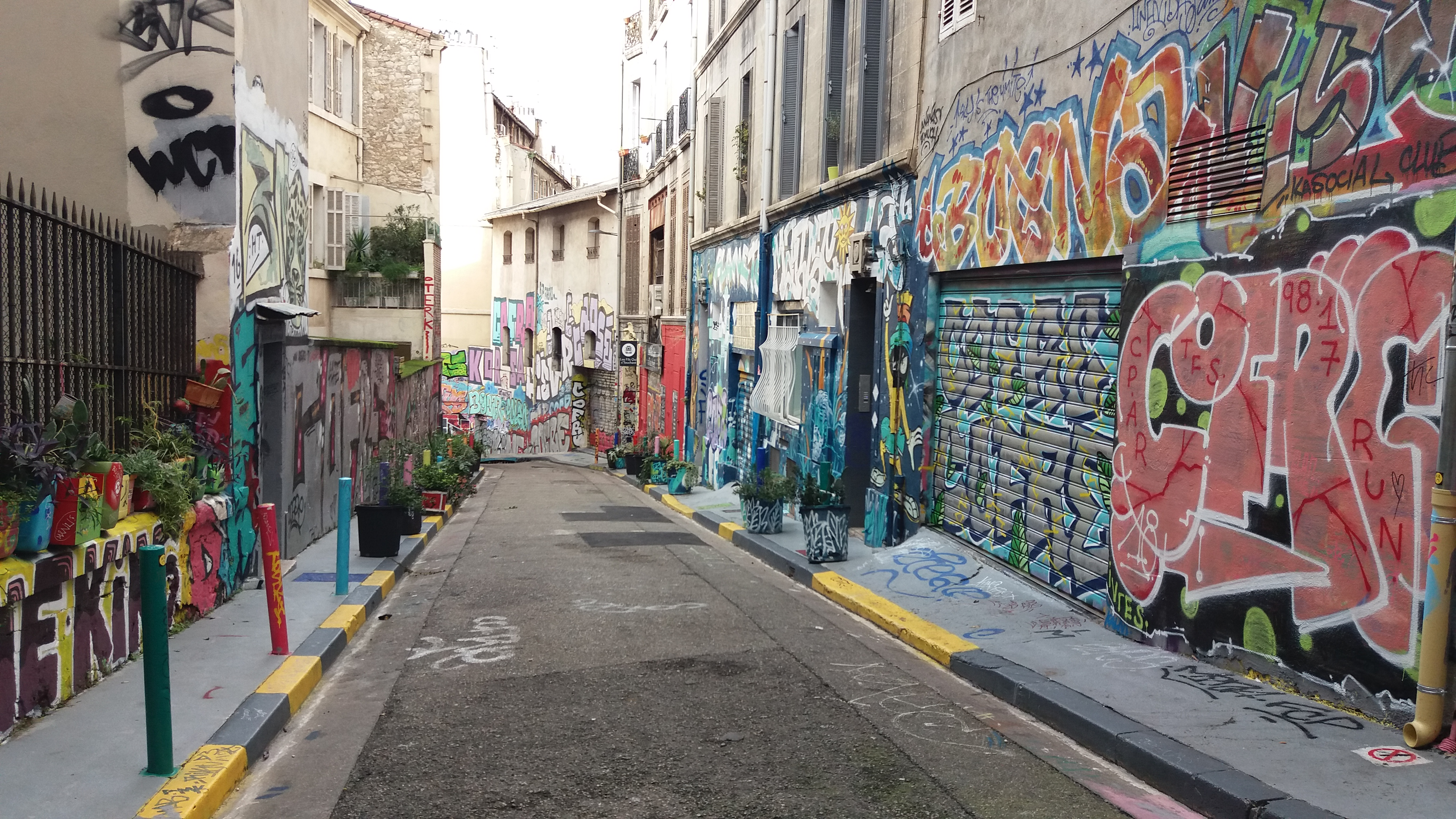
Street art dans la rue Armand-Bédarride.

À l’origine c’est d'abord une simple impasse, dans la « rue Neuve » (actuelle rue Jean-Roque), qui devint une ruelle située dans le quartier de Noailles et qui débouche sur les hauteurs du cours Julien à la fin du XVIIIe siècle .. Elle se nomme alors « rue Piscatoris » et commençait « rue Neuve ». 
En 1716 Jean-Pierre Piscatoris possède une fabrique de tuiles dans la « rue Neuve ». La fabrique utilise pour ses fours du bois provenant du « Vallon Piscatoris » situé dans le 11e arrondissement de Marseille.
Pendant la Révolution la « rue Piscatoris » reçoit le nom de « rue du Bon-Secours » ou « rue du Secours », probablement à cause de la loge maçonnique qui existait à proximité.
Elle devient « rue Armand-Bédarride » en 1937. 

Sous le régime de Vichy la franc-maçonnerie est interdite. Dans ce contexte la rue se voit réattribuer son ancien nom de « rue Piscatoris ». Le nom de « rue Armand-Bédarrides » lui est rendu en septembre 1944.
Aujourd'hui elle commence au cours Lieutaud par un escalier à plusieurs volées construit lors du prolongement en tranchée du cours à partir de 1864. La partie de la rue qui donnait sur la rue Jean Roque a disparu.

## Bâtiments remarquables et lieux de mémoire
Depuis 1830 le Grand Orient de France est établi au n°24. Auparavant la loge maçonnique se situait à proximité au n°49 du « boulevard du Musée » (actuel cours Julien). Les lieux accueillirent ensuite le Cabinet d’histoire naturelle jusqu’à son installation en 1866 au palais Longchamp.